# Сделай это
Сделай это (англ. Work It) — американский комедийный телесериал, премьера которого состоялась 3 января 2012 года на ABC.
Сериал был подвергнут жесткой критике со стороны ЛГБТ-сообщества, и получил множество негативных отзывов от телевизионных критиков. Рейтинги сериала также оказались не высоки, премьеру наблюдало всего шесть млн. зрителей. ABC снял с эфира шоу после двух эпизодов.

## Обзор
В центре сюжета два только что лишившихся работы агента по продаже автомобилей. Не имея возможности найти работу, они решают переодеться в женщин, и устраиваются в фармацевтическую компанию.

## В ролях
- Бен Колдайк — Ли Стэндиш
- Амори Ноласко — Анхель Ортис
- Бет Лэйк — Конни
- Джон Капаруло — Брайан
- Ребекка Мэдер — Грейс
- Рошель Эйтс — Ванесса
- Кейт Рейндерс — Келли
- Кристин Эджерс — Кристин
- Ханна Салливан — Кэт